# 김홍식 (1911년)
김홍식(1912년 3월 1일~1991년 4월 15일)은 대한민국의 정치인이다. 제3대 국회의원을 지냈다.

## 역대 선거 결과
|  | 37.63% |

|  | 30.39% |

|  | 41.59% |